# (8664) Grigorijrichters
(8664) Grigorijrichters es un asteroide perteneciente al cinturón de asteroides descubierto por Eleanor Francis Helin el 10 de abril de 1991 desde el observatorio del Monte Palomar, Estados Unidos.

## Designación y nombre
Grigorijrichters fue designado inicialmente como 1991 GR1.
Más tarde, se nombró en honor de Grigorij Richters (n. 1987) quien es un director y productor de cine que ha trabajado para aumentar la conciencia sobre los peligros de los impactos de asteroides en la Tierra. En 2014 fundó el "‘Asteroid Day", una organización mundial centrada en identificar todos los NEO peligrosos y desarrollar formas de evitar una catástrofe inminente.

## Características orbitales
Grigorijrichters orbita a una distancia media del Sol de 2,366 ua, pudiendo acercarse hasta 2,134 ua y alejarse hasta 2,598 ua. Tiene una excentricidad de 0,098 y una inclinación orbital de 7,068 grados. Emplea en completar una órbita alrededor del Sol 1329,15 días.
Pertenece a la familia de asteroides de (4) Vesta.

## Características físicas
La magnitud absoluta de Grigorijrichters es 14,32. Tiene 4,230 km de diámetro y su albedo se estima en 0,298.